# Confine tra Colombia e Ecuador
Il confine tra la Colombia e l'Ecuador descrive la linea di demarcazione tra questi due stati. Ha una lunghezza di 586 km.

## Caratteristiche
La linea di confine interessa la parte sud-ovest della Colombia (Dipartimento di Nariño e di Putumayo) e quella nord dell'Ecuador (Provincia di Esmeraldas, del Carchi e di Sucumbíos). Ha un andamento generale da nord-ovest verso sud-est.
Le città di Tulcán e Ipiales si possono considerare una conurbazione unica (città binaria) a cavallo del confine.
Inizia sulla costa dell'Oceano Pacifico, alla foce del Mataje e termina alla triplice frontiera tra Colombia, Ecuador e Perù, collocata lungo il fiume Putumayo, all'imboccatura dell'affluente Güepí.